# 후타바 에마
후타바 에마(일본어: 二葉 エマ, 1998년 11월 19일~)는 일본의 AV여배우이다.